# Hemlock Smith
 Hemlock Smith, né Michaël Frei en 1966, est un musicien et chanteur vaudois.

## Biographie
Arrivé à Montreux depuis la Suisse allemande alors qu'il avait dix ans, c'est dans ce déracinement, ce changement de culture et le sentiment d'altérité qui en découle qu'il trouve l'inspiration de ses premiers textes. Après avoir joué dans différents groupes de rock de la scène romande, Michaël Frei fait une rencontre décisive pour son avenir musical : celle du guitariste Jacques Bevilacqua. Ensemble, ils participent dès 1989 aux projets KàFKà CiTy, puis Greenhouse Effect, dont Hemlock Smith est issu. Michaël Frei devient également le patron d'un célèbre magasin de DVD à Lausanne, baptisé le Karloff en l'honneur de Boris Karloff, acteur de films d'horreur. 
Hemlock Smith est ainsi un projet musical fondé par et autour de Michaël Frei et auquel se greffent alternativement différents musiciens comme le pianiste Fabrizio Di Donato, le batteur Chris Diggelmann ou bien sûr le guitariste Jacques Bevilacqua. Projet ni ouvertement collectif, ni véritablement solo, Hemlock Smith développe une musique pop-rock intimiste mêlée d'influence jazz qui fait la part belle aux textes sombres et à la voix de crooner de son interprète. Difficilement classable, Hemlock Smith cultive une part de mystère qui se dessine déjà dans son nom (Hemlock, la ciguë, et Locksmith, le serrurier, font simultanément appel à l'univers romantique). Basé à Lausanne, Hemlock Smith sort un premier album intitulé A Secret Life en 2002, puis un second, Umbrella, Fitz & Gerald, en 2006. Entre ce moment et 2009, date du troisième opus, Keep the Devil out of Hillsboro, Hemlock Smith ( Michaël Frei, Fabrizio Di Donato, Jacques Bevilacqua, Tassilo Jüdt, Gerald Rochat) compose la musique du film Sir Arne’s Treasure ainsi que le film suisse Visage d'enfant (Living picture). Enfin, un duo avec les Poissons Autistes figure à leur répertoire. Le succès de ce troisième album conduit même Hemlock Smith sur les scènes du Paléo ou de Label Suisse.
Avec la parution d'un quatrième album en 2012, Everything Has Changed, dans une production qu'il voulait essentiellement solo, Michaël Frei cherche constamment à réinventer son univers musical. Il vit aujourd'hui près de Vevey, à Saint-Légier.

## Sources
- « Hemlock Smith », sur la base de données des personnalités vaudoises sur la plateforme « Patrinum » de la Bibliothèque cantonale et universitaire de Lausanne.
- Julien Burri, "L'homme invisible de la chanson suisse", 24 Heures, 2006/09/14, p. 15